# Anker

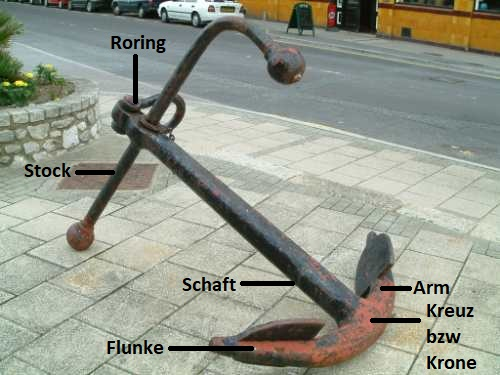
Beschreibung der Teile am Beispiel eines Stockankers

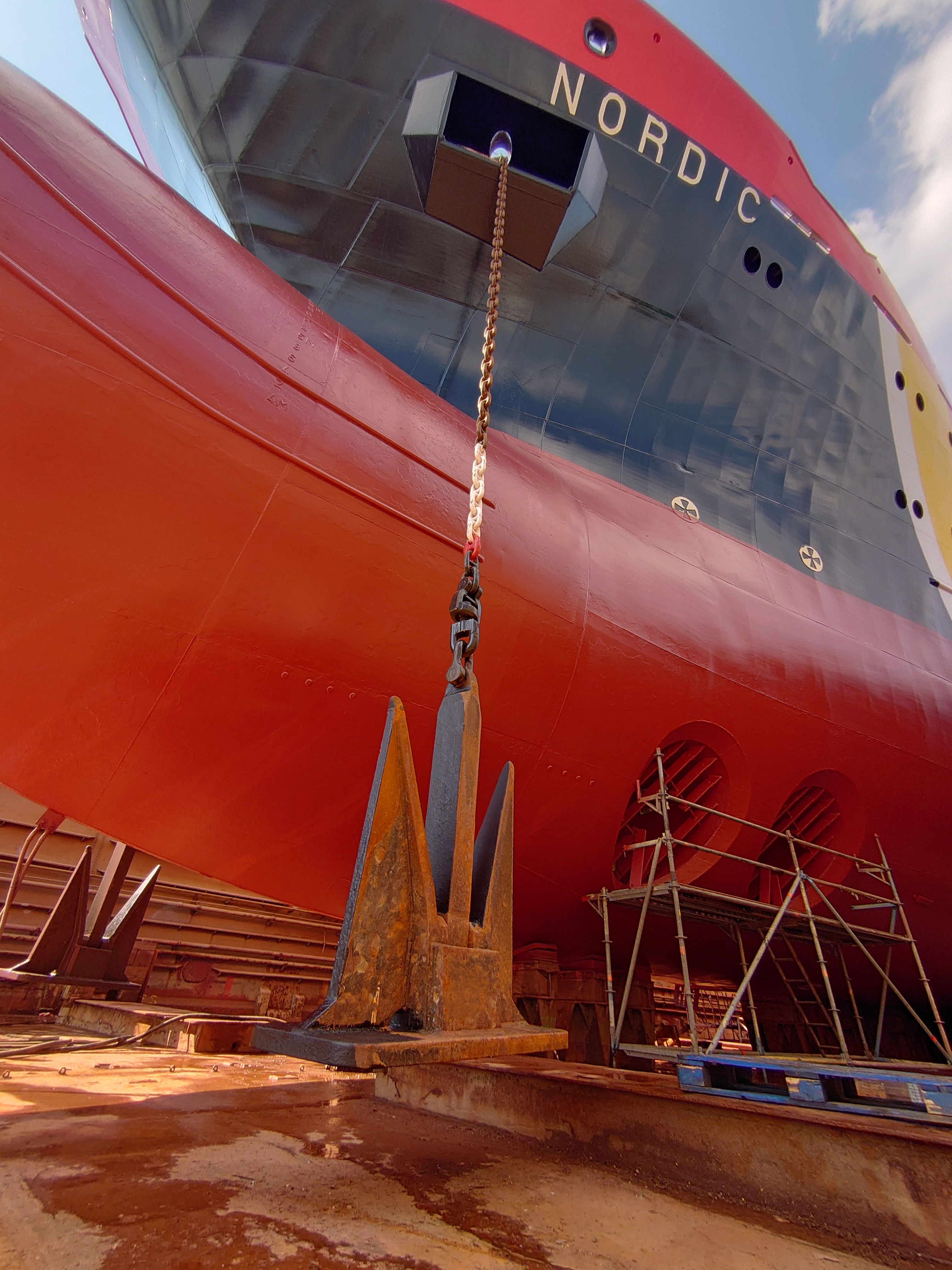
Moderner Anker eines Schiffes während eines Aufenthaltes in einem Trockendock

Ein Anker ist eine Einrichtung, mit der Wasserfahrzeuge oder Seezeichen am Gewässergrund festgemacht werden, um nicht durch Wind, Strömung, Wellen oder andere Einflüsse abgetrieben zu werden. Der Vorgang wird ankern bzw. verankern genannt. Anker halten aufgrund ihres Gewichts und/oder ihrer Form.
Als Symbol steht der Anker für die Treue, in der christlichen Symbolik für die Hoffnung und wird oft in Wappen verwendet.

## Ankerformen

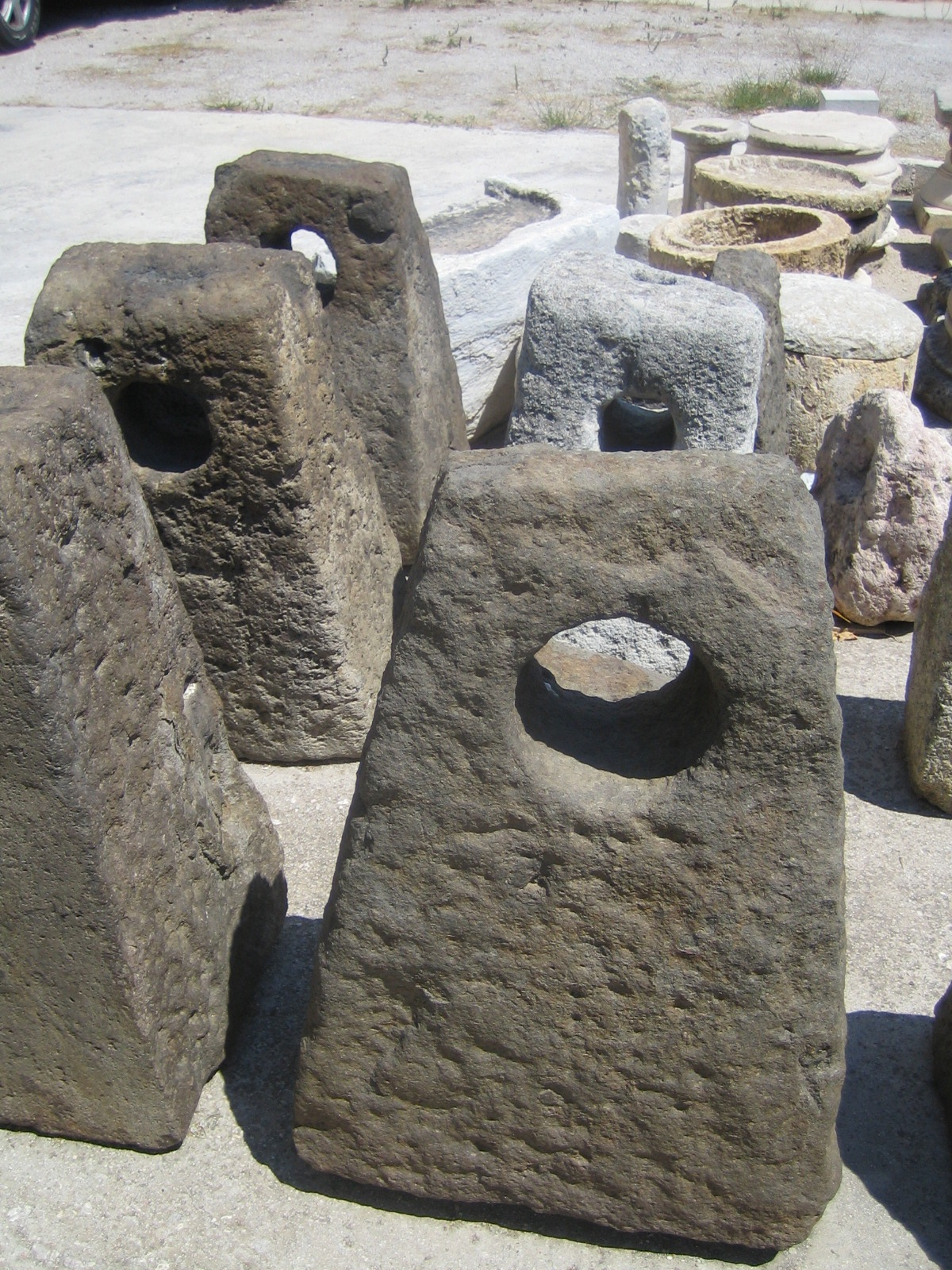
Steinanker in einem griechischen Museum

Die ursprünglichste Form des Ankers ist ein an einem Seil befestigter Stein. Die ältesten Abbildungen finden sich in ägyptischen Gräbern aus der Zeit um 3300 v. Chr. Auch Funde aus Nordeuropa sind bekannt. Zur Verankerung von Seezeichen wurden bis ins späte 19. Jahrhundert auch in Deutschland noch Steinanker verwendet.

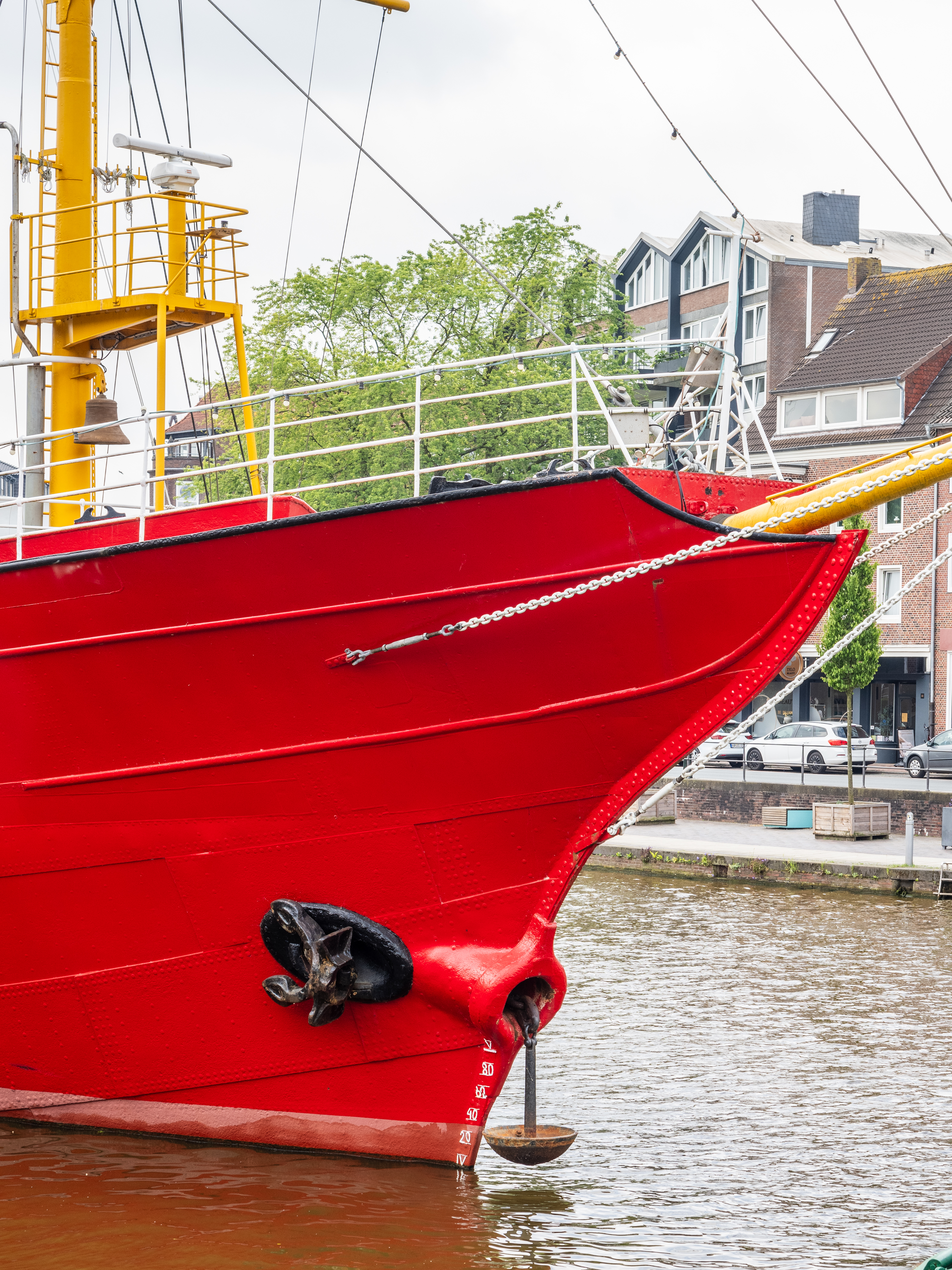
Unterschiedliche Anker am Bug des Feuerschiffs Amrumbank

Um das Ankerseil zu befestigen, wurden, wenn verfügbar, Steine mit natürlichen Löchern verwendet, sonst wurden die Steine durchbohrt. Da Gewichtskraft und Reibung nur eine beschränkte Haltekraft boten, wurden bald über kreuz gebundene Äste vor dem Stein befestigt, die sich in den Boden eingraben und dadurch höhere Zugkräfte ermöglichen.
Auch wenn sie mit Flunken versehen sind, werden Anker, die vorwiegend aufgrund ihres Gewichtes halten, als Gewichtsanker bezeichnet. Dazu zählen vor allem ältere Ankertypen wie der klassische Stockanker. Zum anderen gibt es Patentanker oder auch Leichtgewichtsanker, die sich vorwiegend aufgrund ihrer Form bei Zugbelastung über die Ankerkette mit einer oder mehreren Flunken in den Boden eingraben und trotz des geringeren Gewichts eine ausreichende Haltekraft aufweisen können. Nicht alle Ankertypen eignen sich bei jedem Grund gleich gut.
Zu den Patentankern zählen der Pflugschar-Anker, Pfluganker oder CQR-Anker, der Danforth-Anker oder Plattenanker, der Heuss-Anker, der Bügel-Anker, der d’Hone-Anker oder HKG-Klippanker, der Bruce-Anker ohne bewegliche Teile und viele andere. Eine Sonderrolle spielt der Pilzanker, mit dem Feuerschiffe oder Seezeichen für längere Zeit festgemacht werden. Der vier- oder sechsarmige Draggen wird vor allem im Mittelmeerraum von Fischern und als Faltdraggen auf kleinen Sportbooten genutzt. Neben den Formen, die zum Ankern verwendet werden, finden sich auch (Falt-)Draggen mit sehr schmalen Flunken, die zum Fischen von auf dem Grund liegenden Leinen dienen. Schließlich gibt es noch Sandanker, die eine spiralförmige Spitze haben und in sandigen Meeresboden oder am Ufer in den Sand eingedreht werden müssen, damit sie halten.
| Namen                                | Bild | Eigenschaften |
| ------------------------------------ | ---- | --- |
| Stockanker, Admiralitätsanker        |      | Klassischer Gewichtsanker, besonders älterer Schiffe. Besteht aus Schaft, Kreuz mit den gebogenen Armen sowie den Flunken und dem Ring (Schäkel) zum Befestigen der Ankerkette oder des Ankertaus. Hält etwa das 10fache seines Eigengewichtes. Weiterhin muss oft vor dem Einsatz des Ankers erst der Stock angebracht werden; ältere Anker hatten ein festes Querholz. Durch den Stock dreht sich der Anker am Grund immer so, dass sich eine Flunke in den Boden gräbt. Stockanker halten gut auf steinigem, tonigem oder verkrautetem Grund. |
| Draggen                              |      | Der Draggen hat vier abgebogene Flunken, die prinzipiell bei jeder Lage des Ankers halten sollten. Allerdings ist die Zugrichtung der Kette oft so, dass der Anker durch horizontalen Zug ausbricht, was bei den anderen Leichtgewichtsankern nicht der Fall ist. Draggen werden daher kaum noch eingesetzt. |
| Faltanker, Schirmanker, Klappdraggen |      | Faltanker besitzen vier Arme, die ähnlich wie bei einem Regenschirm eingeklappt werden können. Dadurch sind Faltanker gut auch in Booten zu verstauen, die keinen Ankerkasten haben, weshalb sie auf Jollen und als Beibootanker verbreitet sind. Ihre Haltekraft ist relativ gering. |
| Danforth-Anker                       |      | Der Danforth-Anker ist ein Leichtgewichtsanker, der je nach Untergrund das 3- bis 300-fache Gewicht eines Stockankers gleichen Gewichtes zu halten vermag. Optimal halten sie in Schlick und Tonmergel, weniger gut in verkrautetem Boden. |
| Pflugschar-Anker, CQR-Anker          |      | Dank des pflugförmigen Kopfes gräbt er sich bei Zug in weichem Grund sofort ein. Bei hartem oder verkrautetem Grund oder zu kurzer Kette kann er sich schlecht eingraben. Hält eingegraben sogar noch besser als der Danforth-Anker. Ein Pflugscharanker lässt sich an Bord schlecht verstauen, er ist aber der Standardanker für Boote mit einer Ankerklüse auf dem Vorschiff. |
| Bruce-Anker                          |      | Sieht einem Pflugscharanker sehr ähnlich, hat aber keinen beweglichen Schaft und kann daher bei starkem Schwojen (Bewegungen des Schiffes am Ankerplatz) ausbrechen. Auch er wird eigentlich nur bei Booten mit einer Ankerklüse verwendet. |
| Bügelanker, Rocna                    |      | Weitere Variante des Pflugschar- oder Bruce-Ankers; besitzt zusätzlich einen Bügel auf der Rückseite, damit der Anker sich immer mit dem Schaft zum Boden drehen soll. |

## Ankergeschirr
Das Ankergeschirr besteht aus einem Anker, dem Ankerschäkel (oft ein Wirbelschäkel) und der Ankerkette. Auf Katamaranen gehört üblicherweise ein Hahnepot zum Ankergeschirr.
Die Ankerkette stellt eine stabile Verbindung zwischen Anker und Schiff her und erhöht zugleich mit ihrem Gewicht die Haltekraft des Ankers: Zum einen erzeugt die schwere Kette etwas Reibung am Boden, was allerdings ein kleiner Effekt ist, solange sie sich nicht verhakt, zum anderen sorgt sie dafür, dass der Anker mit seinem Schaft flach am Grund liegt, wo die Haltekraft am größten ist.
Auf manchen kleineren Schiffen wird die Kette durch eine Trosse ersetzt, teilweise kombiniert mit einigen Metern Kette direkt am Anker („Kettenvorlauf“). Teilweise finden sich Ankertrossen mit eingearbeiteten Bleigewichten, um das geringere Gewicht der Trosse zur Kette auszugleichen, alternativ können zusätzliche Reitgewichte an der Trosse befestigt werden.

## Anker auf Seeschiffen
Der heute auf Seeschiffen gebräuchliche Anker ist der Patentanker. Für Schiffe der Kriegsmarinen, besondere Arbeitsschiffe, früher auch Feuerschiffe, Leuchttonnen usw., gibt es spezielle, für diese Schiffstypen geeignete Anker.
Der Anker ist mit einem Schäkel an der Ankerkette befestigt, geschweißte oder geschmiedete Verbindungen sind heute unüblich. Die Kette selbst ist aus Längen von 25 Metern zusammengesetzt, die durch Schäkel miteinander verbunden sind. Jeder Schäkel ist mit einer hellen Farbe markiert, um beim Lichten des Ankers die eingeholten Schäkel leichter zählen zu können; so wird bestimmt, wie viel Ankerkette bereits eingeholt ist.
Die Ankerkette läuft beim Hieven des Ankers durch die Ankerklüse auf das Schiffsdeck, von dort weiter durch einen mechanischen Kettenstopper in das Zugrad, die Kettennuss der Ankerwinde und weiter in den Kettenkasten.
Jedes größere Schiff hat auf der Back zwei Ankerwinden mit jeweils einem Anker und dazu mindestens einen Reserveanker, wobei der Reserveanker mit einer Genehmigung der Klassifikationsgesellschaft nicht mitgeführt werden muss. Das hat zur Folge, dass der Reserveanker beim Verlust eines Ankers so schnell wie möglich zum Schiff gebracht werden muss, was bei großen Schiffen problematisch sein kann (Ankergewicht 20 Tonnen und mehr).

## Länge der Kette

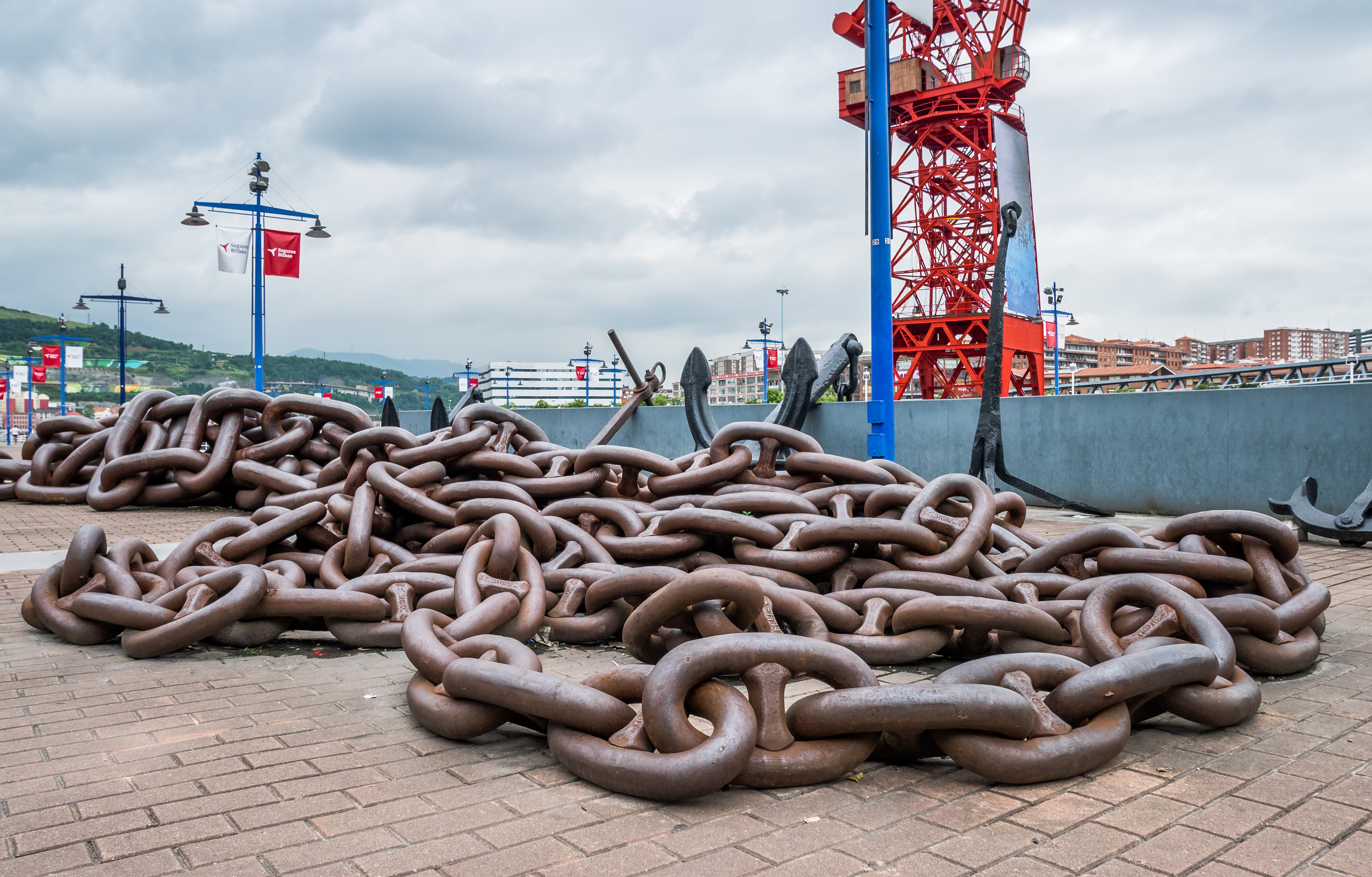
Ankerketten vor dem Maritimmuseum von Bilbao

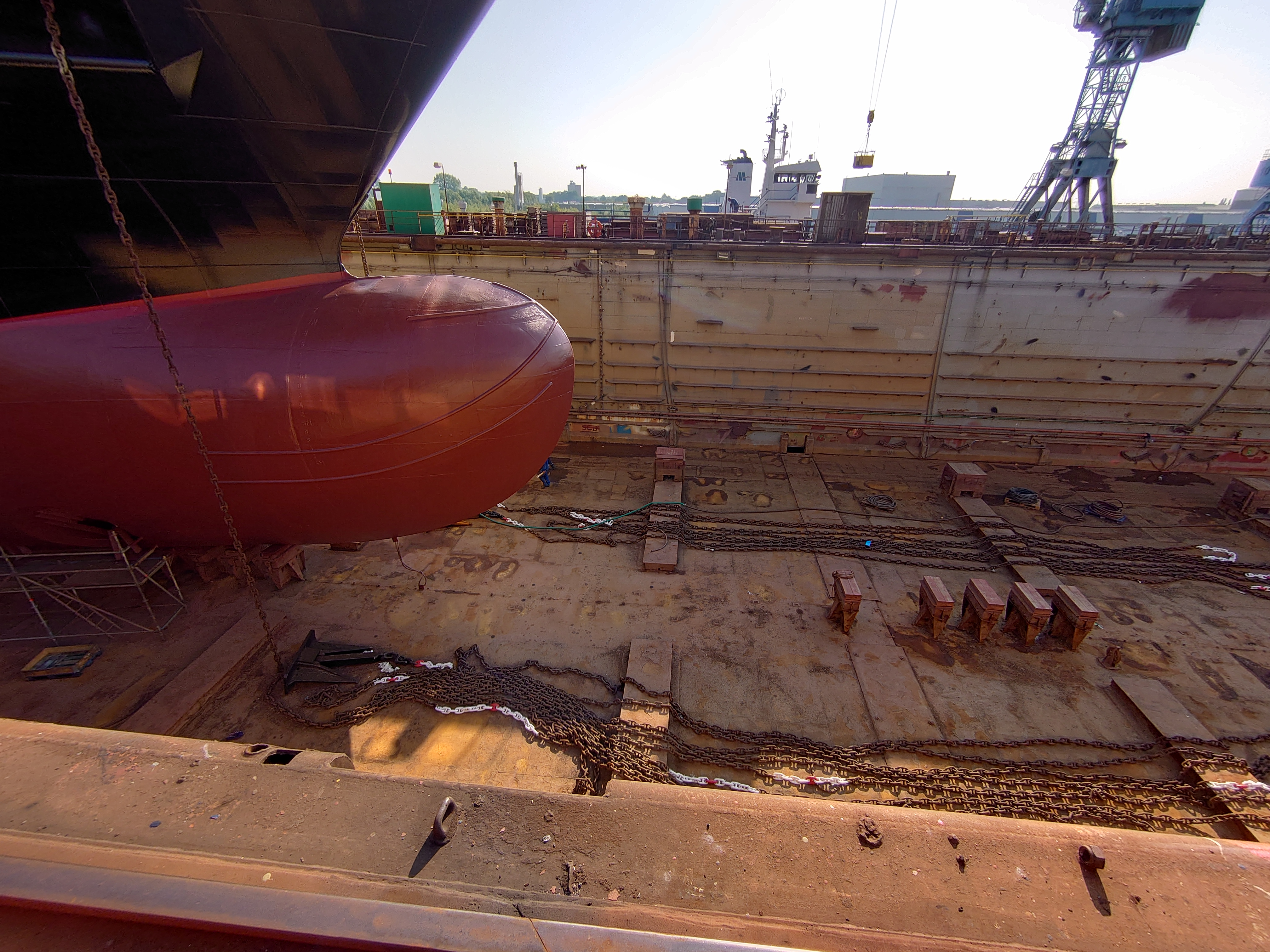
Vollständig abgelegte Ankerketten während eines Aufenthaltes in einem Trockendock

Die Ankerkette oder Trosse muss so lang gesteckt (ausgefahren) sein, dass der Anker auch bei Zugbelastung über die Ankerkette noch flach auf dem Grund liegen bleibt, da er sonst aus dem Boden herausgerissen wird und nicht mehr hält. Ist dies nicht der Fall, so liegt das Schiff kurzstag. Dies sollte nur unmittelbar vor dem Lichten (Ausbrechen aus dem Grund) und Hieven (Hochziehen) der Fall sein, da die Haltekraft des Ankers dann nur noch gering ist.
Die Gesamtlänge der Ankerkette von Seeschiffen liegt üblicherweise zwischen zehn und zwölf Kettenlängen. Das entspricht zwischen 275 m und 330 m. Neuere Kreuzfahrtschiffe sind mit bis zu 14 Schäkel Kette pro Anker ausgerüstet, was einer Länge von 384 m entspricht.
Die Länge der ausgefahrenen Ankerkette wird in der Berufsschifffahrt in Schäkeln angegeben. So kann die Anweisung vor dem Ankern lauten: „5 Schäkel zu Wasser“ oder „3 Schäkel am Spill“. Sie hängt hauptsächlich von der Wassertiefe am Ankerplatz und der Bodenbeschaffenheit (Schlick, Sand, Schill, Steine, Bewuchs etc.) ab. Auf den ersten Metern liegt die Kette auf dem Meeresgrund und führt dann in einem Bogen (Bucht) nach oben zum Schiff. Das Gewicht der am Boden liegenden Kette trägt etwas, jedoch nicht viel zur Haltekraft bei. Die Bucht, in der die Kette vom Schiff zum Grund hängt, wird bei kurzzeitiger Krafteinwirkung auf das Schiff, z. B. durch Stampfbewegungen bei Seegang oder Dünung, etwas gestreckt und wirkt so als Stoßdämpfer gegen Kraftspitzen, die sonst zu Schäden am Ankerspill oder zum Brechen der Kette führen könnten. Bei nachlassender Krafteinwirkung sinkt die Kette oder Trosse durch ihr Gewicht wieder zum Boden und das Schiff wird damit wieder an den ursprünglichen Ort gezogen. Je größer die erwarteten Kräfte auf das Schiff (durch Winddruck, Strom, Seegang, Eisgang) sind, desto mehr Kette muss gesteckt werden. Eine doppelt so lange Kette kann bei doppelter Wassertiefe das Vierfache an Energie aufnehmen. Daher kann es bei ausreichend Platz und Kette sicherer sein, in tieferem Wasser zu ankern, sofern der Seegang und die Böen dort nicht größer sind. Wird statt der Kette eine leichtere Trosse verwendet, so ist sie entsprechend länger zu wählen.
Bei wenig Wind und ohne Seegang reicht das Drei- bis Vierfache der Wassertiefe als Kettenlänge aus. Bei Seegang und Starkwind muss bis zum Zehnfachen der Wassertiefe an Kettenlänge gesteckt werden. Diese Angaben hängen allerdings etwas von der Wassertiefe ab, da die Kette in einem Bogen hängt und nicht eine gerade Linie bildet. Deshalb muss man in sehr flachem Wasser manchmal deutlich mehr als das Drei- bis Vierfache der Wassertiefe als Kettenlänge stecken, während im tiefen Wasser ein kleineres Vielfaches reicht. Es gibt diverse Onlinerechner, die die benötigte Kettenlänge für verschiedene Szenarien berechnen.
Da ein ankerndes Schiff unter dem Einfluss von Wind und Strom um den Anker herum schwoit, besteht die Gefahr, dass es auf einer engen Reede mit einem benachbarten Schiff oder mit Tonnen oder festen Strukturen kollidiert, wenn die Kettenlänge zu groß gewählt ist. Kann diese nicht ohne Risiko gekürzt werden, so muss das Schiff unter Umständen „Anker auf“ gehen und einen geeigneteren Ankerplatz aufsuchen.
In der Freizeitschifffahrt wird die Kettenlänge normalerweise in der üblichen Maßeinheit Meter angegeben. Fahrtenyachten sind mit zwischen 50 und 100 Metern Kette ausgerüstet, kleine Schiffe auch mal nur mit einer Trosse. Die Größe einer Yacht erlaubt ihr, näher ans Ufer zu fahren als Berufsschiffe, um zu ankern. Yachten bevorzugen dafür geschützte Buchten. Gleich bleibt die Empfehlung, das 5- bis 7fache der Wassertiefe an Kette zu stecken, was ebenfalls zu einem großen Schwojkreis führen kann. Ist die Bucht zu eng, wird besonders in skandinavischen Gewässern das Schiff (zusätzlich) mit Leinen am Ufer festgemacht. Dies funktioniert natürlich nur an Steilküsten der Schären oder ähnlich beschaffenen Uferstreifen.

## Vorgang des Ankerns

### Auswahl des Ankerplatzes

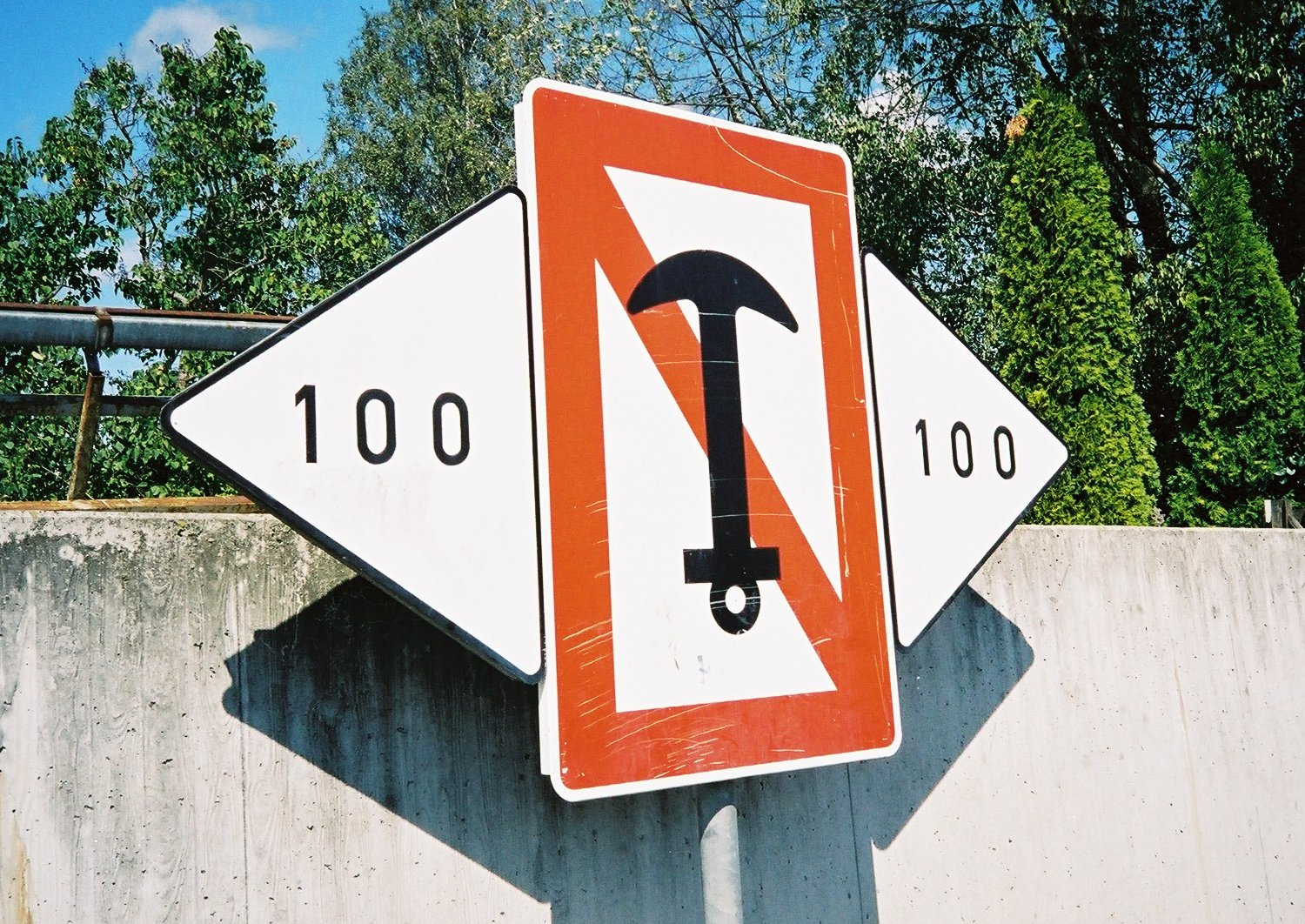
Örtliches Ankerverbot auf Binnenwasserstraßen

Allgemein sollte vor Einleitung des Ankermanövers feststehen, welcher Ankerplatz belegt werden soll. Hierbei sind die Wasserströmung, die Windverhältnisse, der Ankergrund, die Wassertiefe und die Örtlichkeit hinsichtlich der Schifffahrtswege zu berücksichtigen. Ferner ist zu bedenken, wie viel Masse das Schiff hat und welche Anker sowie deren Anzahl ausgebracht werden müssen. Der Ankerplatz sollte möglichst von allen Seiten sichtbar sein und die Verkehrsteilnehmer nicht über Gebühr behindern (an manchen Stellen herrscht Ankerverbot). Das Schiff liegt nicht starr an einer Stelle, die vom Wind und auch der Strömung vorgegeben ist, sondern es bewegt sich meistens nahezu in einem Halbkreis um den Anker, es schwojt. Bei größeren Änderungen der Windrichtung bzw. der Strömung kann der Raum, in dem das Schiff schwojt, auch ein ganzer Kreis sein. Das ist zu berücksichtigen, damit das Schiff klar (in genügend großem Abstand) von anderen ankernden Schiffen, von Tonnen, festen Strukturen und Untiefen bleibt.
In der Nähe vieler Häfen sind die Reeden von den örtlichen Behörden festgelegt und in der Seekarte ausgewiesen. Oftmals bekommt ein Seeschiff seinen Ankerplatz von der zuständigen Behörde oder dem Verkehrsleitsystem zugewiesen.

#### Wind und Seegang
Als Ankerplatz wählt man bevorzugt eine Stelle mit ablandigem Wind (Windschatten und im Lee der Küste). Dabei ist zu beachten, dass sich der Wind drehen kann, und wegen lokaler Windsysteme (Land- und Seewind) das über Nacht an vielen Ankerplätzen auch tun wird. Es ist also darauf zu achten, dass auch landwärts vom gewählten Ankerplatz genügend Wassertiefe vorhanden ist, wenn das Schiff dorthin treiben sollte. Ankerplätze bei starkem auflandigem Wind werden gemieden, da bei unzureichendem Halt des Ankers und möglicher Fehlfunktion des Antriebes das Schiff auflaufen könnte. Außerdem ist bei auflandigem Wind mit erheblichem Seegang zu rechnen, was die Ruhe stark beeinträchtigen kann.
Auf Seeschiffen muss die Brücke während der Ankerliegezeit permanent besetzt sein (Ankerwache) und die Maschine ist zum sofortigen Einsatz klar zu halten, wenn sich eine Wetterverschlechterung abzeichnet. Der Wachoffizier muss ständig den Schiffsort kontrollieren, um ein eventuelles Vertreiben oder Ausbrechen des Ankers sofort festzustellen. Ist ein Vertreiben erkennbar, so muss entweder mehr Kette gesteckt werden, oder der Anker muss gehievt und der Ankerplatz verlassen werden. Generell gilt: Liegt das Schiff beim Ankermanöver vor einem Anker, ist in jedem Fall der zweite Anker stets klar zum Fallen zu halten. Mit vorsichtigen Maschinenmanövern können Kette und Anker etwas entlastet werden, jedoch kann dies nur eine vorübergehende Maßnahme sein, bis der Anker eingehievt ist.
Man ankert im Allgemeinen nur in strömungsarmen Gewässern, um dem Fahrzeug einen gewissen Halt gewährleisten zu können und nicht mit Wind und Strömung kämpfen zu müssen. Wenn der Wind gegen die Strömung steht, wird die See unruhig. An einem dicht belegten Ankerplatz muss man bei Vorhandensein von sowohl Wind als auch Strömung zudem berücksichtigen, dass nicht alle Schiffe im Gleichtakt schwojen könnten. Entgegen der Intuition richten sich Motorboote mit ihren hohen Aufbauten nach dem Wind, während Segelschiffe aufgrund ihres tiefen Lateralplanes sich nach der Strömung richten.

#### Wassertiefe
Ankern ist nur möglich, wenn die Ankerkette in Bezug auf die Wassertiefe ausreichend lang ist. Entscheidend ist der Winkel zwischen gestreckter Ankerkette und Ankergrund: je flacher desto besser. Deshalb muss die gesamte Kette mindestens fünfmal so lang sein wie die Wassertiefe. Wird statt einer Kette eine Leine verwendet, muss die Leinenlänge mindestens die zehnfache Wassertiefe aufweisen. Nur in sehr tiefem Wasser reichen kleinere Vielfache aus, da die Kette hier aufgrund ihres Eigengewichts einen ausreichend großen Bogen Richtung Wasseroberfläche macht. Eine Möglichkeit der Reduzierung der Ketten- oder Leinenlänge (bei gleichbleibend flachem Winkel am Anker) ist die Verwendung eines Reitgewichtes, das auf der Ankerleine verschiebbar (beispielsweise mit einem Schäkel) befestigt wird. Eine zusätzliche Herausforderung stellt das Ankern in Tidengewässern dar, weil dann auch genügend Kette gesteckt werden muss, um bei Hochwasser immer noch das mindestens fünffache der Wassertiefe an Kette ausliegen zu haben beziehungsweise bei fallendem Wasser der Schwojkreis nicht zu groß wird.
Auf Seeschiffen kommt es gelegentlich vor, dass bei zu großer Wassertiefe geankert wird und der Anker später nicht wieder eingehievt werden kann, weil die Kraft des Ankerspills für das kombinierte Gewicht von Anker und Kette nicht ausreicht. Die Klassifikationsgesellschaften schreiben eine Zugkraft vor, die ein Einhieven von Anker und Kette bei 50 Meter gewährleistet. Man sollte es deshalb vermeiden, auf größeren Tiefen zu ankern.
Bei größeren Wassertiefen soll man den Anker nicht von Anfang an fallen lassen, da er sonst zu viel Geschwindigkeit aufnimmt und beim Aufprall am Grund beschädigt werden kann. Ab etwa 30 Meter Wassertiefe ist es sicherer, den Anker zunächst mit dem Spill auszuhieven, bis er etwa 10 Meter über Grund ist, und dann erst das Spill auszukuppeln und den Anker den Rest des Weges fallen zu lassen.

#### Ankergrund
Je nach Art und Beschaffenheit des Grundes bieten die Ankerarten unterschiedlich guten Halt:
- Schlamm (Schl.) war früher gänzlich zum Ankern ungeeignet (keine Haftung für Stockanker)
- Schlick (Sk.) hat einen sehr schlechten Haftgrund und war früher für längeres Ankern ungeeignet (Stockanker sinkt zu tief ein)
- Kies (K.) und Steine (St.) gelten als schwierig bis ideal, je nach Korngröße der Steine, respektive des Kieses und Beschaffenheit des Ankers
- große Steine (g. St.) sind problematisch, da sich der Anker verkeilen und daraufhin nur schwer aufgebracht werden kann
- Ton (T.) ist ein guter Grund, da er gleichförmig zusammengesetzt ist und gewisse Porosität hat
- Sand (Sd.) ist der beste Ankergrund.[13][14]

Die Beschaffenheit des Grundes ist in den Seekarten angegeben. In Revierführern werden geeignete Ankerplätze beschrieben, zusammen mit Angaben dazu, unter welchen Wetterbedingungen – besonders Windrichtungen – sich ein Ankerplatz eignet.
Das Ankern auf bewachsenen Flächen ist tückisch. Der Anker kann sich im Kraut verkeilen und dadurch vermeintlich halten, dann aber unvermittelt mitsamt dem Untergrund ausreißen. Auch aus Umweltschutzgründen sollte das Ankern auf Seegras vermieden werden, weil durch den Anker und die Kette dieses ausgerissen werden kann. In einigen Gebieten, z. B. um die Balearen, ist das Ankern auf dem dort endemischen Neptungras (Posidonia) strikt verboten. Regelmäßige Kontrollen und Bußen für fehlbare Yachtcrews haben zu einer Erholung des gefährdeten Bestandes geführt.
Um den Halt eines Stockankers in losem Ankergrund zu verbessern, verwendete man früher mitunter einen Ankerschuh, d. h. eine hölzerne Bekleidung der Pflugen.

### Durchführung

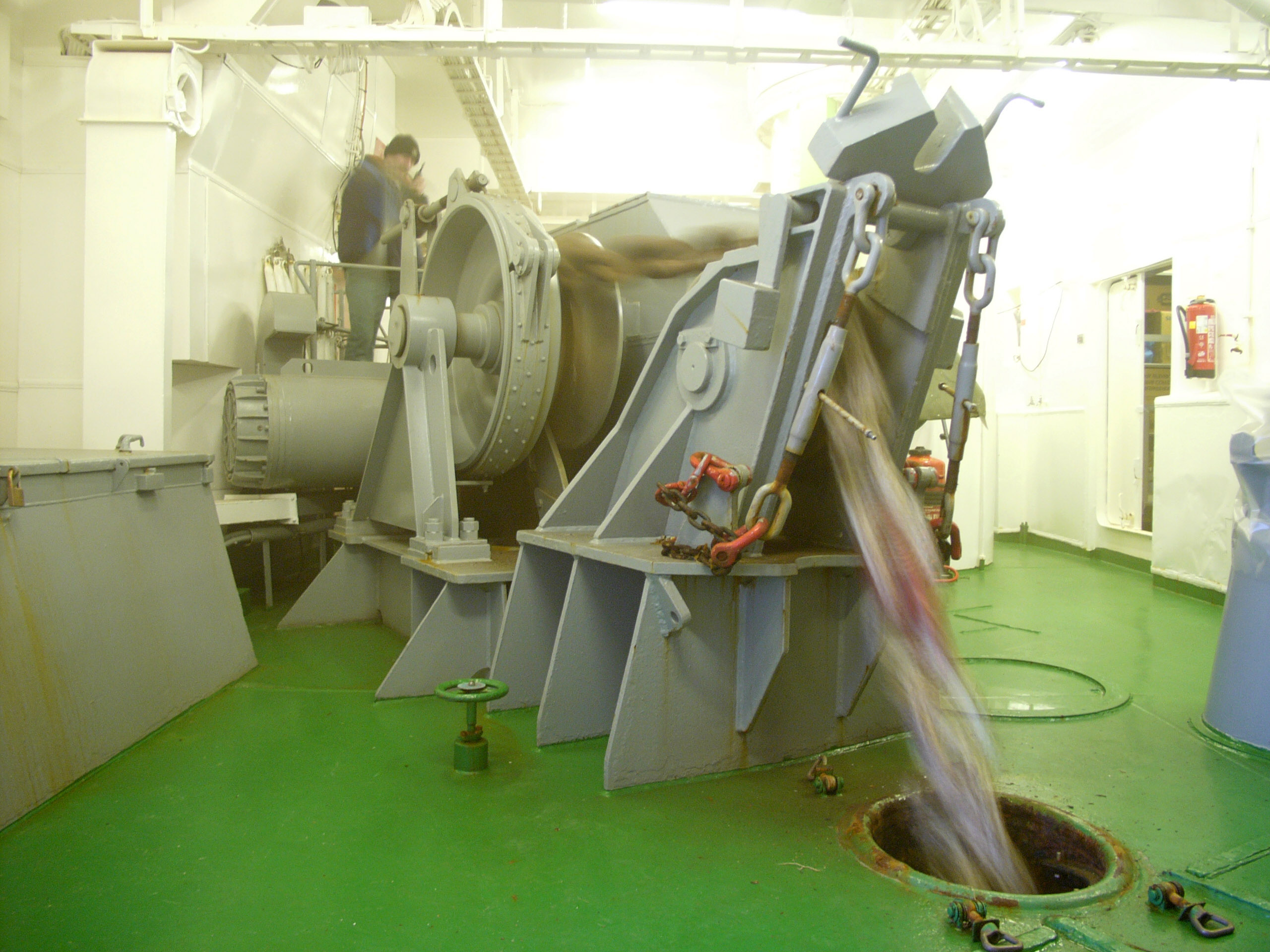
Laufende Ankerwinde auf dem Forschungsschiff Polarstern

Ein Anker wird nicht „geworfen“, sondern fallen gelassen. Das Kommando lautet: Fallen Anker. Bei Befestigung mit nur einem Anker kann sich das Fahrzeug dabei um den Anker frei drehen (schwojen). Die Wahl eines Ankerplatzes erfolgt nach mehreren Kriterien, wie beispielsweise Wassertiefe, Ankergrund, Windrichtung und Strömung. Ist die Beschaffenheit des Untergrundes und die Wassertiefe nicht bekannt, wird erst ein Schwojkreis abgefahren, um zu prüfen, ob die Wassertiefen an allen Stellen innerhalb des Schwojkreises ausreichend sind. Es gibt verschiedene Möglichkeiten, den Anker mit dem Schiff zu verbinden: mittels einer Kette, einer Leine oder einer Kombination von beidem.
Wird mit einem Patentanker geankert, so wird der Anker bei langsamer Rückwärtsfahrt in Richtung der zu erwartenden Hauptkraft (Wind, Strömung) ausgebracht. Ziel ist es, das Ankergeschirr zunächst möglichst gerade auf dem Grund auszubringen. Der Anker wird dabei langsam über den Grund gezogen („grasen“) und gräbt sich mit der auf dem Boden liegenden Flunke in den Grund ein. Oft wird bei Ende des Ankermanövers noch einmal kräftig an der Kette gezogen (durch Maschinenkraft achteraus), um den Anker tief einzugraben und den Halt des Ankers zu überprüfen. Wird der Anker dabei ausgebrochen und über den Grund gezogen („schlieren“), kann dies an ruckartigen Kettenbewegungen gefühlt oder getastet werden.
Um den Anker wieder heraufzuholen, kann man ihm langsam entgegenfahren, um die Kette zu entlasten und damit der Ankerwinde die Arbeit zu erleichtern. Der Vorgang des Heraufholens wird Lichten oder Hieven genannt. Das Kommando für das Lichten lautet Anker auf!. Die Meldung Anker auf nach vollständigem Abschluss des Manövers bedeutet, dass der Anker aufgehievt (aber noch nicht unbedingt in die Klüse eingehievt) ist. Eventuell muss dann nach dem (oftmals schwierigen) Vorhieven des Ankers in die Klüse gemeldet werden: Anker ist ein und vorgehievt.
Der Ausdruck „Anker lichten“ wird in der Berufsschifffahrt als untrügliches Kennzeichen einer Landratte gesehen – er ist da nicht gebräuchlich. Entsprechendes gilt für das Kommando „Hiev Anker!“.

### Ankerball und Ankerlicht
Ein ankerndes Schiff muss tagsüber mit einem Ankerball markiert werden, nachts und bei schlechter Sicht mit einem Ankerlicht. Beides informiert andere Verkehrsteilnehmer, dass das Schiff nicht mehr in Fahrt ist.
Die Lichterführung von vor Anker liegenden Schiffen wird in den Kollisionsverhütungsregeln, Artikel 30, vorgeschrieben:
- Fahrzeuge unter 7 Meter Länge müssen nur dann ein Ankerlicht führen, wenn sie sich in einem engen Fahrwasser, einer Fahrrinne, auf einer Reede (oder in der Nähe davon) oder dort befinden, wo andere Fahrzeuge in der Regel fahren.
- Schiffe, die weniger als 50 Meter lang sind, müssen ein einzelnes weißes Rundumlicht führen. Es soll dort angebracht sein, wo man es am besten sieht. Segelschiffe führen das Ankerlicht für gewöhnlich im Masttop.
- Schiffe mit einer Länge größer als 50 Meter führen im vorderen Teil des Schiffes ein weißes Rundumlicht sowie nahe dem Heck ein weiteres weißes Rundumlicht, das sich niedriger als das vordere befindet.
- Schiffe die länger als 100 Meter sind, müssen zudem beim Ankern die Decksbeleuchtung eingeschaltet haben, anderen ist das freigestellt.

Sitzt das Schiff auf Grund, müssen zusätzlich zwei rote Rundumlichter übereinander oder tagsüber drei schwarze Bälle übereinander gesetzt werden, ausgenommen bei Schiffen unter 12 Metern Länge.

### Ankerboje

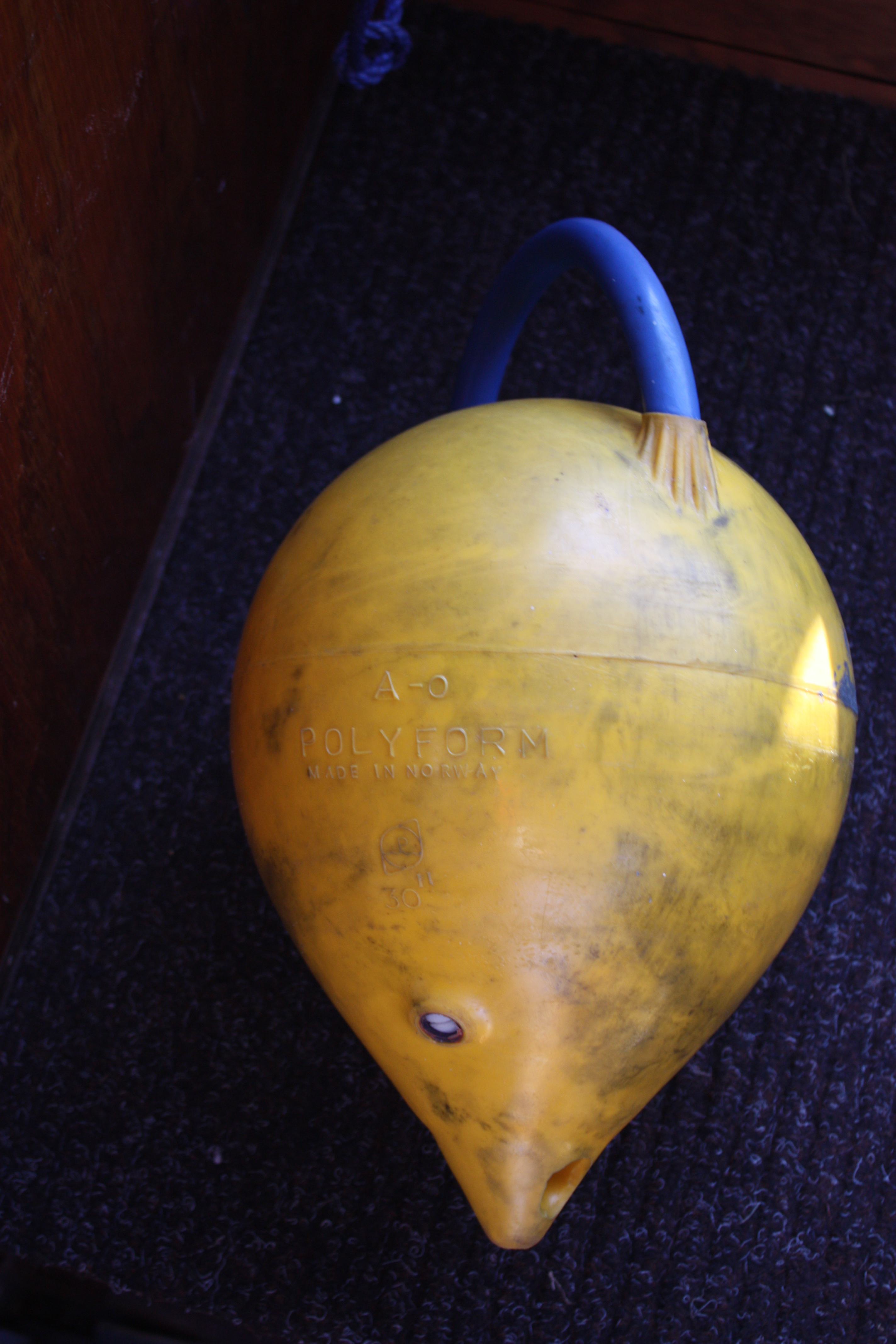
Gelber Döpper, bei dem nur die über Wasser sichtbare Seite als Kegel geformt ist.

Über dem Anker kann eine Ankerboje gesetzt werden, in dem ein Döpper oder eine kleine Boje als Schwimmkörper an einem Tau mit dem Anker verbunden wird. Diese Boje markiert die Position des Ankers und gibt anderen Schiffen einen Hinweis darauf, wo sie bevorzugt nicht ebenfalls einen Anker werfen sollten. Überkreuzte Ankerleinen können beim Aufholen zu „Ankersalat“ führen, was für beide beteiligte Schiffe mit Unbill verbunden ist und zum Verlust eines Ankers oder zum Losreißen des anderen Schiffes führen kann. Anker, die die Schifffahrt behindern könnten, müssen laut Europäischer Binnenschifffahrtsstraßen-Ordnung und der deutschen Binnenschifffahrtsstraßen-Ordnung mit gelben Döppern mit Radarreflektor markiert werden. Wird die Ankerboje mittels „Trippleine“ am Kopf des Ankers befestigt, kann sie genutzt werden, um einen am Meeresgrund verhakten Anker wieder zu befreien.

### Varianten

#### Ankern zum Anlegen
In einigen Häfen, in denen weder Dalben noch Mooringleinen oder -bojen ausgelegt sind, wird der Anker zum Anlegen benötigt. Insbesondere im Mittelmeerraum ist das umgangssprachlich als römisch-katholisches Anlegen bekannte Manöver verbreitet: Der Schiffsführer lässt einige Bootslängen vom Quai entfernt den Buganker fallen und fährt dann langsam zurück an den Steg, wo das Boot zusätzlich mit Heckleinen belegt wird. Viele moderne Yachtkonstruktionen haben ein breites, relativ niedriges Heck, damit so bequem an Land gegangen werden kann. Diese Anlegevariante, die insbesondere bei viel Wind nicht einfach zu fahren ist und sowohl beim An- als auch Ablegen Zeit benötigt, birgt bei vollen Häfen außerdem die Gefahr von „Ankersalat“: Wenn die Ankerketten nebeneinanderliegender Schiffe einander kreuzen, kann es schwierig werden, den eigenen Anker zu heben, ohne den eines Nachbarn auszureißen.
In Skandinavien wird häufig mit dem Bug zum Steg oder einer Insel festgemacht. In diesem Fall wird der (Zweit-)Anker über Heck ausgebracht und der Bug an Bäumen oder an mitgebrachten Heringen an Land gesichert. Das Anlegen vorwärts ist notwendig, weil die Wassertiefe unterhalb der gewünschten Anlegestelle oft nicht rasch genug abfällt, so dass sonst das unter dem Heck liegende Ruder beschädigt würde.

#### Ankern mit zusätzlichem Heckanker
Heckanker sind zusätzliche Anker, die bei Sturm ausgebracht werden, oder um auf engen Ankerplätzen sicherzustellen, dass sich das Fahrzeug nur wenig von der Stelle bewegt und nicht andere Fahrzeuge rammt, indem es sich an seiner langen Kette um seinen (Bug-)Anker herum bewegt (schwoit). In der Praxis verlangt es die gute Seemannschaft aber, dass man das Fahrzeug so ankert, dass Wellen vom Bug her gegen das Fahrzeug anrollen können.
In der Berufsschifffahrt ist der Heckanker vor allem dort gebräuchlich, wo mit ihnen Hochseeschleppmanöver gefahren werden, indem man den Anker an ein Bergungs- bzw. Schleppfahrzeug abgibt, dort sichert und die Ankerkette als „Zugseil“ benutzt. Besonders häufig kann man das in der Hochseeölindustrie beobachten, wenn bei Sturm ein Öltanker von Ölinselversorgern und Hochseeschleppern zum Beladen an seinen Platz gebracht werden muss.

#### Ankern mit zusätzlicher Landfeste
Damit das Fahrzeug nicht schwoit, kann es in Ufernähe zusätzlich zum Buganker mit einer Leine an Land befestigt werden. Die Leine ist dabei am Heck des Fahrzeugs befestigt und wird mittels eines Beibootes oder von einem Schwimmer an Land gebracht und dort, beispielsweise an einem Felsen, festgemacht. Der Nachteil dieser Variante ist, ähnlich zum Ankern mit zusätzlichem Heckanker, dass sich das Fahrzeug nicht nach Wind und/oder Strom ausrichten kann und seitlichem Wind, Strom und Seegang eine große Angriffsfläche bietet.

## Gründe für das Ankern

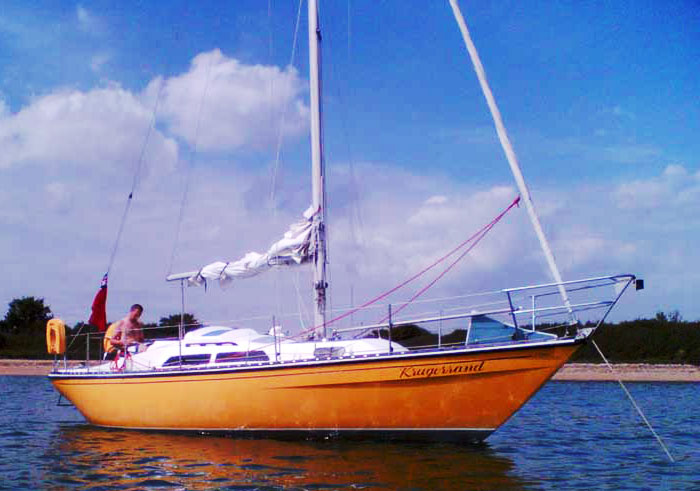
Ankern vor einem verlassenen Sandstrand

Gründe für das Ankern können das Abwettern (Abwarten auf besseres Wetter oder bessere See), das Abwarten auf Hilfe (z. B. als Notankern wegen Manövrierunfähigkeit oder Manövrierbehinderung) oder das Warten auf einen Liegeplatz sein. Außerdem kann das Ankern selbst bereits das Liegen an einem Liegeplatz darstellen, insbesondere in kleinen Häfen oder Buchten. Die Besatzung benutzt dann ein Beiboot (Dinghi), um gegebenenfalls an Land zu gelangen.
Ankern ist im Allgemeinen schwieriger und riskanter als das Anlegen, besonders weil ein Ankerplatz in der Regel weniger geschützt ist als ein Liegeplatz in einem (mit einer Mole geschützten) Hafen und bei ungünstigen Verhältnissen der Anker ausbrechen kann. Festmacherleinen oder -trosse am Steg brechen normalerweise nicht ohne Weiteres. In einer einsamen Bucht zu ankern ist ein besonderes Erlebnis und kann zudem das Budget schonen, denn für Liegeplätze im Hafen werden normalerweise Übernachtungsgebühren erhoben, wogegen Ankerplätze an den meisten Orten der Welt kostenfrei benutzt werden können.